# جان لوري رانكين
جان لوري رانكين (بالإنجليزية: Jean Lowry Rankin)‏ هي مناهضة العبودية ‏ أمريكية، ولدت في 1795، وتوفيت في 1877.